# Dolors Lamarca
Dolors Lamarca y Morell (Granollers, Vallès Oriental, le 19 octobre 1943) est une bibliothécaire et philologue catalane. Elle a dirigé le service des bibliothèques et du patrimoine bibliographique de la généralité de Catalogne et a dirigé la Bibliothèque nationale de Catalogne.

## Biographie
Lamarca a étudié la philologie classique et les sciences des bibliothèques à l'université de Barcelone. Le 5 novembre 1974, elle a rejoint la faculté des archivistes, bibliothécaires et archéologues (section bibliothèque) à l'université de Barcelone.
Lamarca a conduit le service des bibliothèques et du patrimoine bibliographique de la généralité de Catalogne à partir du 1er août 1980 jusqu'au 2 mars 1983. Au cours de ces années, elle a établi les bases du système actuel de la bibliothèque catalane, l'adaptation du catalogue normatif par le biais de l'Institut Catalan de la Bibliographie, et l'ouverture de nouvelles bibliothèques pour donner plus de services à la population. Plus tard, elle a été directrice de la bibliothèque de l'université de Barcelone (1984-2000) qui a réalisé des projets importants en tant que tête de ce réseau de bibliothèques, comme la modernisation des structures et des bâtiments, ainsi que leur informatisation
Du 12 février 2004 à juin 2012, elle a dirigé la Bibliothèque nationale de Catalogne,. Au cours de ces sept années, elle a géré un fonds de plus de trois millions de documents divers. Elle a créé le procédé de numérisation pour permettre patrimoine la diffusion au niveau mondial pour la Bibliothèque nationale de la Catalogne. Sous sa direction, elle a fait de nombreuses acquisitions, et l'amélioration des processus internes

## Œuvres choisies
- (es) Isaac Albéniz, Enric Granados, Dolors Lamarca (2010), Azulejos. Barcelona: Biblioteca de Catalunya : Museu de la Música. (ISMN 9790901314849).
- (es) Dolors Lamarca, Eugènia Serra Aranda (2007), Deu pinzellades de la història recent de la Biblioteca de Catalunya (1993-2007) (PDF) (46). Item. Revista de biblioteconomia i documentació. Ejemplar: 35–51. Consulté le 24 mars 2016.